# Carl Olof Josephson
Carl Olof Josephson, född 1 december 1921 i Stockholm, död 9 januari 2002 i Danderyd, var en svensk bokhandlare och chefredaktör. Han medverkade också i SvT:s litteraturprogram Läslustan.
Carl Olof Josephson var son till bokhandlaren Gunnar Josephson och Maud Boheman samt bror till språkvetaren Åke Josephson och skådespelaren Erland Josephson. 
Josephson tog studenten 1940 och genomgick handelsutbildning innan han bedrev bokhandelsstudier i USA från 1946. Han anställdes i AB Sandbergs Bokhandel 1941, blev vice VD 1948 och var sedan VD där 1956–1974. Han var chefredaktör för tidningen Svensk bokhandel 1975–1986. Josephson var också frilansare, översättare och lektör.
Han var styrelseledamot i Svenska humanistiska förbundet där han även hade uppdraget skattmästare. Han var också ordförande i skolklassikergruppen Statens kulturråd samt hade styrelseuppdrag i Sällskapet Bokvännerna, Bok & bibliotek i Norden AB, Svensk Bokkonst och granskningsnämnden Bibliotekstjänst i Lund.
Han var gift första gången med Barbara Wrede (född 1926), andra gången med Ingrid Wahren (1920–1985) och tredje gången 1986 med filosofie magister Karin Ljunggren (född 1945), som varit föredragande vid riksdagens kulturutskott samt är dotter till språkvetare Karl Gustav Ljunggren och Eva, ogift Lundahl.